# Bel Ami
Bel Ami è il secondo romanzo realista di Guy de Maupassant, pubblicato nel 1885, prima a puntate sulla rivista "Gil Blas" e poi in volume, per i tipi dell'editore Ollendorff.
Il romanzo tratta dell'ascesa sociale di Georges Duroy, un uomo ambizioso e seduttore, che da povero militare in congedo e modesto impiegato nelle Ferrovie del Nord diventa uno degli uomini di maggiore successo nella società parigina, grazie al giornalismo e alla sua capacità di manipolare donne potenti.
Sullo sfondo della scalata sociale del protagonista, Maupassant descrive la società francese negli ultimi decenni del XIX secolo e i rapporti d'interdipendenza tra stampa, politica e affari.
Le vicende hanno ad oggetto pure l'influenza delle donne, escluse dalla vita politica, ma operanti nell'ombra, come consigliere ed educatrici di uomini potenti.

## Trama
La vicenda si svolge per la maggior parte a Parigi, nel gruppo di persone formato dai principali giornalisti de La Vie Française e dai loro amici e familiari. Georges Duroy, dopo aver svolto per due anni il servizio militare in Algeria, si è trasferito a Parigi, dove - da sei mesi - lavora come impiegato alle Ferrovie. Mentre una sera si aggira per le strade e i viali attorno all'Opéra, solo, squattrinato e roso dall'invidia per i ricchi che vede passeggiare, incontra casualmente Charles Forestier, un vecchio commilitone che, dopo il congedo, aveva iniziato a lavorare come giornalista ed era diventato caporedattore politico de La Vie Française. Forestier incoraggia l'amico ad intraprendere la via del giornalismo e lo invita a pranzo per presentarlo al signor Walter, un ricco finanziere e uomo politico ebreo, proprietario e direttore de La Vie Française.
Nella stessa occasione, Duroy conosce la bella e intelligente moglie di Forestier, Madeleine, e un'amica di quest'ultima, Clotilde de Marelle.

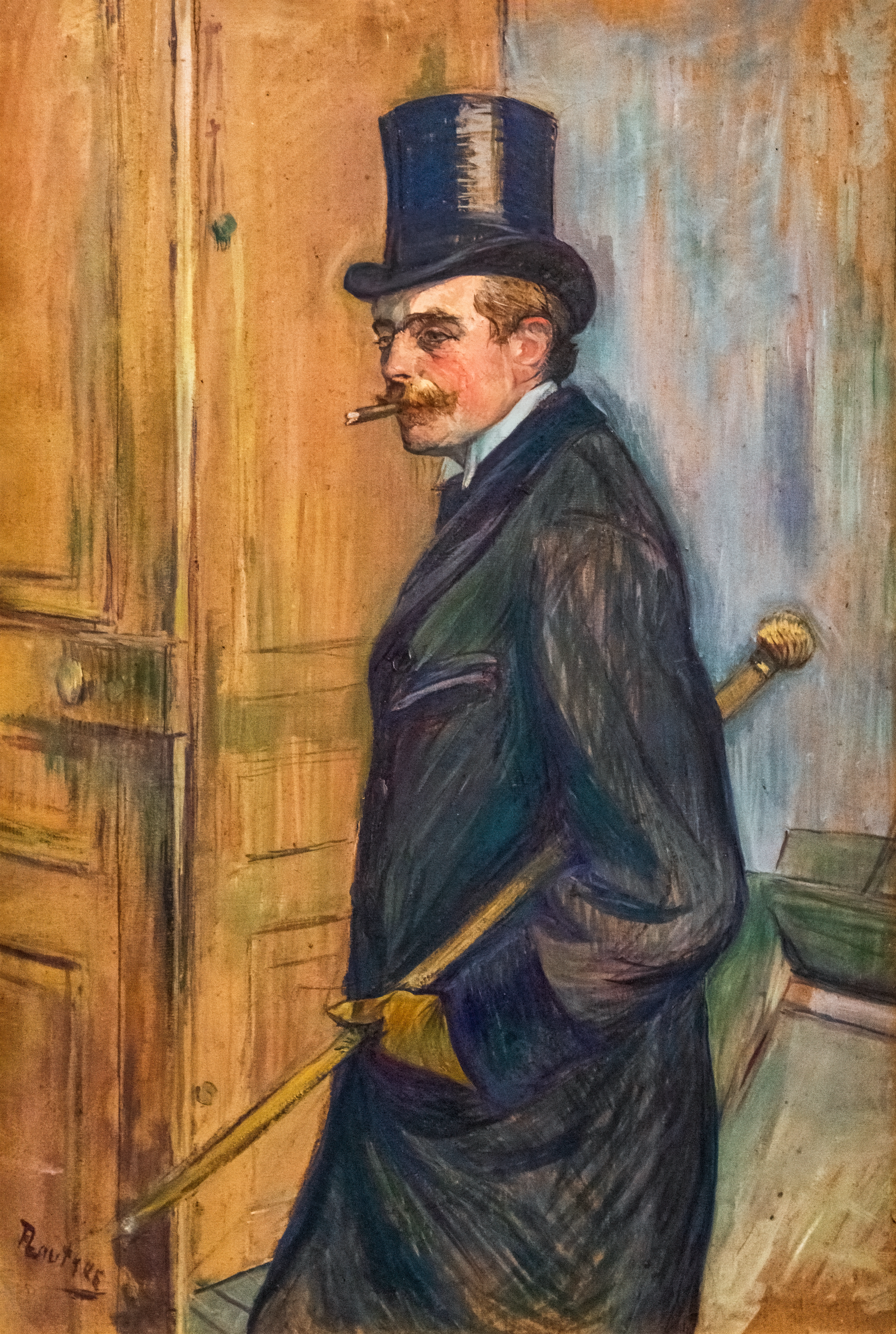
Si ritiene che il dipinto Monsieur Louis Pascal di Henri de Toulouse-Lautrec sia stato ispirato dalla figura di Georges Duroy, protagonista del romanzo Bel Ami.

Madeleine aiuta il protagonista a scrivere il suo primo pezzo giornalistico, ma poi i loro rapporti si raffreddano e Georges diventa amante di Clotilde. Pochi mesi dopo, i Forestier si trasferiscono nel sud della Francia, a causa delle peggiorate condizioni di salute di Charles, e l'assenza dell'amico consente a Duroy di acquistare spazio nel giornale. Quando una lettera di Madeleine lo informa che il marito sta per morire e lo implora di raggiungerla per aiutarla a sopportare il momento, Duroy si reca a Cannes dai due amici. Dopo la morte di Forestier, Duroy chiede alla giovane vedova di sposarlo e, dopo qualche settimana di riflessione, lei accetta. Su suggerimento della futura moglie, Duroy inizia a firmarsi Du Roy, per attribuirsi un'ascendenza nobiliare. Dopo il matrimonio, i novelli sposi partono per la Normandia, dove i genitori di Georges conducono una vita molto modesta, gestendo un'osteria di campagna a Canteleu, un paese vicino a Rouen. L'incontro coi suoceri non è gradito da Madeleine, che ben presto convince il marito a tornare in città.
La coppia s'inserisce sempre più nella politica e negli affari. Madeleine, grazie alle sue conoscenze, riesce molte volte ad apprendere ciò che succede nel "dietro le quinte" della politica. Sulla base di queste informazioni, marito e moglie scrivono assieme, col determinante apporto di lei, articoli che spesso servono per avviare campagne di stampa contro ministri ed altri uomini di potere, avversari del gruppo d'interesse vicino al signor Walter. In breve, comunque, le cose tra Georges e Madeleine si guastano. I colleghi iniziano a prendere in giro Duroy, per il fatto che i suoi articoli assomigliavano in modo sorprendente a quelli di Forestier, segno rivelatore di chi fosse la vera autrice. Lo soprannominano così ‘Forestier’. Georges, sempre più adirato con i colleghi, inizia anche a sospettare tradimenti da parte della moglie.
Duroy, ormai non più innamorato della moglie, inizia una storia con Virginie Walter, moglie del suo editore, che fino ad allora non aveva mai tradito il marito. Grazie a lei, viene a sapere che il nuovo governo, giunto al potere con l'appoggio del giornale, ha in progetto di invadere il Marocco e che il signor Walter, a conoscenza dei piani governativi, ha elaborato una grossa speculazione finanziaria. La signora Walter intende parteciparvi in proprio e promette all'amante che gli cederà una metà del guadagno. L'operazione riesce, consentendo a Walter di essere accettato nell'alta società. Frequentando i Walter, Duroy approfondisce la conoscenza con la loro figlia più giovane, una graziosa ragazza di nome Suzanne.
Architetta quindi un piano per liberarsi della moglie, entrando, assieme a un commissario di polizia, nell'appartamento dove Madeleine si incontrava con il ministro degli Esteri, Laroche-Mathieu, e sorprendendo i due in flagrante adulterio. Fugge quindi con Suzanne Walter, accettando di tornare a Parigi soltanto quando i genitori di lei acconsentono al loro matrimonio. Il romanzo termina con le sfarzose nozze celebrate alla Madeleine. Tra gli invitati, oltre ai maggiori esponenti della politica e della società parigina, c'è anche Clotilde De Marelle, che aveva rotto con lui alla notizia del suo fidanzamento con la signorina Walter. Dallo scambio di battute tra Georges e Clotilde, si capisce che lei gli ha perdonato il secondo matrimonio e che la loro relazione clandestina può riprendere.

## La figura del protagonista

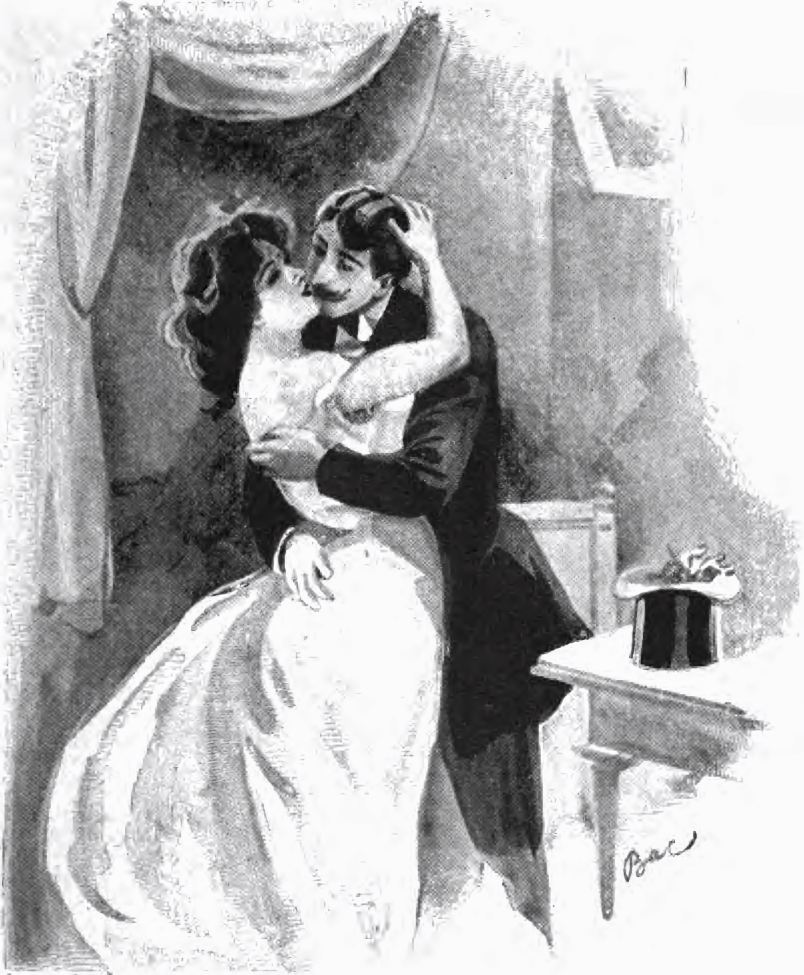
Illustrazione tratta dalla prima edizione del libro.

Il protagonista del racconto, Georges Duroy, rappresenta il prototipo dell'arrampicatore sociale d'ogni tempo. Il giovane è un fatuo provinciale che scende a Parigi dalla provincia normanna dopo una deludente avventura militare in Algeria e che, sfruttando il successo con le donne, si trasforma in un giornalista di grido imparentato con l'alta finanza.
Dietro la sua cinica, insopprimibile vitalità si cela un forsennato tentativo di negazione della morte attraverso l'esaltazione dei suoi più vistosi contrari come la salute, la forza fisica, la bellezza, la virilità, la scatenata sensualità, il fervore dei progetti, il denaro, l'irreligione.
Duroy, nei cui tratti è ravvisabile lo stesso Maupassant, svolge la funzione di antieroe nel romanzo che lo segue nella scalata sociale: in funzione della lezione realista ricevuta dal romanziere dai grandi scrittori francesi del tempo, la storia evade ogni tentativo di "tragicismo" per narrare le vicende del personaggio. Sebbene vitale e prorompente in tutte le sue manifestazioni ed esternazioni, Duroy non è dipinto in maniera tale da accattivarsi le simpatie del lettore: l'estremo cinismo che dimostra nelle relazioni amicali ed amorose lo rende distante dal lettore e dallo scrittore stesso, a differenza della Madame Bovary di Gustave Flaubert nella quale quest'ultimo dichiarò di riconoscersi.
L'arrampicatore di successo non si arride quindi nessuna simpatia ma evita anche di connotarsi come mefistofelico, poiché non esprime passionalità tipicamente romantiche: un personaggio cattivo che, grazie alla maestrìa di Maupassant, non ha forti contrasti ma rappresenta l'uomo mediocre alle prese con una vita presa di petto per garantirsi una soddisfazione personale che esclude il contatto intimo con l'altro.
Anche i personaggi minori non vengono ritratti se non come mediocri "mezzi" tramite i quali Duroy ottiene ciò che vuole: perfino le sue amanti, che rappresentano lo sfogo della parte sensuale dell'uomo, non contrastano né accompagnano l'uomo, che procede solo ed autoescluso per sua stessa volontà, per la propria via.

## Personaggi
- Georges Duroy (Du Roy), il protagonista. Figlio di un oste, è originario di Canteleu, un paese della Normandia vicino a Rouen. Messo in collegio dai suoi, non ha completato gli studi, in quanto è stato bocciato due volte. Arruolato nel sesto ussari dell'Esercito francese, ha passato due anni in Algeria. Dopo il congedo è andato a Parigi, dove ha trovato un modesto impiego alle Ferrovie del Nord, per millecinquecento franchi all'anno. Grazie ad un casuale incontro con Charles Forestier, un vecchio compagno d'armi, diventa giornalista e inizia una travolgente scalata al successo.
- Charles Forestier, vecchio commilitone di Duroy, è caporedattore politico al giornale La Vie Française. In via più o meno sporadica, collabora con altri organi di stampa, come il Salut, di cui cura i resoconti sull'attività del Senato e il Planète, in cui occasionalmente si occupa di cronaca letteraria. È sposato con Madeleine, che in segreto collabora con lui alla redazione degli articoli. Introduce il protagonista nella professione giornalistica e nella società parigina. Debole di polmoni, si ammala gravemente e muore a Cannes, vegliato dalla moglie e da Duroy.
- Madeleine Forestier (Du Roy), moglie di Charles e, in seguito, di Georges. Con quest'ultimo si sposa solo civilmente. Donna affascinante, astuta e di notevole intelligenza. Si sa che è figlia di una maestra, morta in miseria quando lei aveva dodici anni. In seguito era stata cresciuta da un'altra famiglia, cui era stata affidata da una persona, probabilmente il padre. Non ha mai conosciuto l'identità del genitore, nonostante abbia avuto qualche sospetto. Ha molte e misteriose conoscenze nell'ambiente politico ed affaristico di Parigi. Collabora con i suoi mariti nella redazione degli articoli. Dopo la fine del matrimonio con Georges va a vivere a Montmartre. Poco dopo, sul giornale "Plume" (avversario della linea politica seguita dalla Vie Française) iniziano a comparire articoli di un giovane redattore, tale Jean Le Dol, simili a quelli che scrivevano Forestier e Duroy quando erano sposati con lei.
- Laroche-Mathieu, amico di Madeleine Forestier, socio in affari del signor Walter, deputato e in seguito ministro degli esteri grazie alle campagne di stampa della Vie Française. Architetta assieme all'editore del giornale l'invasione del Marocco e una grossa speculazione finanziaria ad essa collegata. Amante di Madeleine, viene scoperto da Duroy che, assieme a un ufficiale di polizia, fa irruzione nell'appartamento in cui i due s'incontrano. Il fatto determina la fine della sua carriera politica.
- Paul Émile Cyprien Gontran, conte di Vaudrec, vecchio amico, protettore e, probabilmente, amante di Madeleine. La nomina erede universale del suo patrimonio, ammontante a più di un milione di franchi. Duroy concede il consenso (allora necessario) all'accettazione dell'eredità da parte della moglie a patto che Madeleine gli doni metà della somma.
- Clotilde de Marelle, amica dei Forestier. Donna irrequieta ed estrosa, sposata ad un ispettore delle ferrovie, spesso assente per lavoro, diventa l'amante di Duroy. Il rapporto clandestino tra i due, pur incontrando diverse interruzioni, prosegue per tutto l'arco del romanzo e, intuibilmente, anche dopo il matrimonio di Duroy con la figlia del signor Walter.
- Laurine de Marelle, figlia di Clotilde. Chiama per la prima volta Duroy col soprannome di Bel Ami. Quando Duroy si sposa con Madeleine, Laurine diventa gelosa di Duroy tanto da non chiamarlo più Bel-Ami ma trattandolo da gentiluomo.
- Jacques Rival, giornalista della Vie Française.
- Norbert de Varenne, anziano poeta, amareggiato dalla vita, anche lui membro della redazione del giornale.
- Monsieur Walter, proprietario e direttore de La Vie Française. Ebreo, originario del sud della Francia. Finanziere e politico di pochi scrupoli, amministra il giornale al servizio dei suoi disegni di potere. Enormemente arricchito con l'invasione del Marocco.
- Virginie Walter, sua moglie, amante di Duroy.
- Suzanne Walter, figlia minore dei Walter, sposa il protagonista dopo una rocambolesca fuga.
- Rose Walter, la figlia maggiore dei Walter e sorella di Susanne; nella storia ha un ruolo marginale.
- Rachel, una prostituta frequentata da Georges all'inizio della vicenda.

## Edizioni italiane
- trad. di Maria Dell'Isola, F.lli Treves, Milano, 1895; rivista da A. Francesco Perri, Treves, 1931
- trad. anonima con il titolo Scala d'amore, Salani, Firenze, 1898
- trad. anonima con il titolo Donne e amori a Parigi, Casa Editrice Astoria, Milano, 1910 (circa)
- trad. di Mura, Sonzogno, Milano, 1922
- trad. anonima, A. Quattrini, Firenze, 1924
- trad. di Orsola Nemi, Longanesi, Milano, 1943; Rizzoli, Milano 1955; Vallecchi, Firenze, 1970; allegato al "Corriere della Sera", 2002
- trad. di Sandra Vitali, a cura di Tomaso Smith, Coop. Libro popolare, poi Feltrinelli, Milano, 1949
- trad. parziale di Gigi Cavalli, Busacca, Milano, 1955
- trad. di Lionello Sozzi, UTET, Torino, 1959
- trad. di Giorgio Caproni, Garzanti, Milano, 1965; allegato a "La Stampa", 2003
- trad. di Carmen Licari, Oskar, Bologna, 1965
- trad. di Leonella Alano, F.lli Fabbri, Milano, 1968; Gulliver, Rimini, 1986
- trad. di Antonio Fiorillo, Mursia, Milano, 1968
- trad. di Maria Pia Tosti Croce, ERI, Torino, 1979 (in occasione dello sceneggiato di Sandro Bolchi); Newton Compton, Roma, 1996
- trad. di Dianella Selvatico Estense, Mondadori, Milano, 1979
- trad. di Gino Brosio, De Agostini, Novara, 1986
- trad. di Gabriella Collina Pesca, Giunti, Firenze, 2008
- trad. di Cinzia Bigliosi, Collana Universale Economica.I Classici, Milano, Feltrinelli, 2012
- trad. di Lanfranco Binni, Garzanti, Milano, 2017
- trad. di Giovanni Pacchiano, Collana I Classici, Milano, Bompiani, 2019, ISBN 978-88-301-0079-4.

## Adattamenti cinematografici e televisivi
- 1919: Bel Ami, film italiano di Augusto Genina
- 1939: Bel Ami, film tedesco di Willi Forst
- 1946: Il disonesto, film americano di Albert Lewin
- 1947: El buen mozo. La historia de una canalla, film messicano di Antonio Momplet
- 1957: Bel Ami, film franco-tedesco-austriaco di Louis Daquin
- 1968: Bel Ami, telefilm tedesco di Helmut Käutner
- 1971: Bel Ami, telefilm britannico di John Davies
- 1979: Bel Ami, sceneggiato televisivo italiano di Sandro Bolchi
- 1983: Bel Ami, sceneggiato televisivo francese di Pierre Cardinal
- 2001: L'uomo che piaceva alle donne - Bel Ami, miniserie TV di Massimo Spano
- 2005: Bel Ami, telefilm franco-belga di Philippe Triboit
- 2012: Bel Ami - Storia di un seduttore, film di Declan Donnellan, Nick Ormerod

## Derivazioni teatrali
- Bel Ami e il suo doppio, di Luciano Codignola